# Мария Семьонова
Мария Семьонова (на руски: Мария Васильевна Семёнова) е руска писателка и преводач на произведения в жанровете фентъзи, исторически роман, трилър, поезия и документалистика. Като преводач използва псевдонима Галя Трубицына.

## Биография и творчество
Мария Семьонова е родена на 1 ноември 1958 г. в Ленинград (сега Санкт-Петербург), СССР (Русия), в семейство на научни работници, като баща ѝ е доктор на техническите науки. Чете много историческа и приключенска литература, като се увлича по историята на викингите и преселенията на славяните. Започва да пише за собствено удоволствие още от ученическа възраст. Завършва гимназия през 1976 г. и постъпва в Ленинградския институт по авиокосмическо приборостроене (ЛИАП). През 1982 г. завършва университета с диплома за електроинженер по специалност „ЕИМ“. Работи 10 години в НИИ като компютърен специалист.
Както по време на следването си, така и след това, тя продължава да се опитва да пише, тъй като жизненият ѝ път в посока на техниката не ѝ е присърце. През 1982 г. предава в издателство „Детская литература“ повестта си „Хромой кузнец“, но издателството не я публикува с мотива, че няма интерес към историческата литература в периода на перестройката. През 1986 г. дава в алманаха „Дружба“ повестта си „Два короля“, тогава под заглавието „Что такое победа“, но тя е отхвърлена с идеологически подтекст.
През есента на същата година, на събрание на младите писатели, повестта ѝ „Вещер“ получава отлична оценка. Там се запознава с Радий Погодин и Валерий Михайлович Воскобойников, които ѝ помагат да започне да публикува свои разкази в детските списания. През 1989 г. издателство „Детская литература“ издава първия ѝ сборник „Лебеди улетают“. Едноименната повест в сборника е удостоена с награда за най-добра детска книга на годината.
През 1992 г. издателство „Лениздат“ публикува историческия ѝ роман „Пелко и волки“. Тогава Мария Семьонова решава да напусне работата си в областта на компютрите и да се посвети на литературна кариера. Първоначално започва работа като преводач към издателство „Северо-Запад“, тъй като оттам няма интерес към нейните исторически романи. Превежда много западна литература от фентъзи жанра. Много от тях тя счита за посредствени и не приема увлечението на руските писатели да подражават на тях и техните герои – дракони, елфи и гоблини, като се пренебрегва богата руска митология.
В резултат на тази позиция тя написва фентъзи романа „Вълкодав“, който излиза през 1995 г. от издателство „Азбука-Терра“. В него са включени и откъси от нейните поетични произведения. Главният герой Вълкодав е единственият оживял от племето си и е оцелял след ужасните мъчения на каторгата в Скъпоценните планини, решен да отмъсти на смъртния си враг. После заедно с новите си приятели, след приключения, изпитания и опасности, отива в Галирад, където ще спечели любовта на кнесинята. С цената на много премеждия и кървави битки, предателства и коварства, Вълкодав и другарите му търсят своето място под слънцето.
За книгата писателката е удостоена с „Беляевска премия“. Тя има значителен читателски интерес и това предизвиква серия от нейни продължения. Впоследствие романът е екранизиран в успешния касов филм „Волкодав из рода Серых Псов“ (2006) с участието на актьора Александър Бухаров, и в сериала „Молодой Волкодав“, които обаче са сравнително далеч от оригинала.
Към основната поредица Мария Семьонова развива и други сюжетни линии в същата художествена вселена. Първият роман от тях „Там, где лес не растет“ получава награда за най-добро фентъзи от списание „Мир фантастики“, макар като цяло те да остават в сянката на серията. Вселената на „Вълкодав“ е разширена и от други автори. През 2005 г. излиза и видео-игра с мотиви от поредицата. През 2008 г. получава наградата „РосКон“ за фантаст на годината.
Успехът на „Вълкодав“ дава възможност на писателката да публикува много от историческите си романи през 1996 г., като „Лебединая дорога“ и „Валькирия“, както и популярната енциклопедия „Мы, славяне!“.
Освен в сферата на фентъзито и историческия роман, писателката работи и в популярния в Русия съвременен криминален жанр. Първоначално участва в общата авторска поредица „Скунс“, а след това в съавторските серии с писателя Феликс Разумовски – „Кудеяр“ и „Грешка-2012“.
Мария Семьонова е любител и тренира айкидо и конна езда, занимава се с ветроходство, а също се увлича и по темата и практиката на екстрасенсите.

## Произведения

### Фентъзи

#### Самостоятелни романи
- Девять миров (1996)
- Поединок со Змеем (1996)
- Две грозы (1996)

#### Серия „Вълкодав“ (Волкодав)
1. Вълкодав, Волкодав (1995) – награда „Беляевска премия“
2. Право на двубой, Право на поединок (1996)
3. Истовик-камень (2000) – първа книга в сюжетното развитие на поредицата
4. Знамение пути (2003)
5. Самоцветные горы (2003)
6. Мир по дороге (2013) – втора книга в сюжетното развитие на поредицата

##### Във вселената на „Вълкодав“
- Там, где лес не растёт (2007) – награда „Мир фантастики“, за най-добро фентъзи
- Бусый Волк (2007)
- Бусый Волк. Берестяная книга (2009)

### Исторически романи

#### Самостоятелни романи
- Лебеди улетают (1989) – сборник повести и разкази, годишна награда за най-добра детска книга
- Пелко и волки (1992)
- Лебединая дорога (1996)
- С викингами на Свальбард (1996) – сборник повести и разкази
- Валькирия: Тот, кого я всегда жду (1996)
- Меч мёртвых (1998) – с Андрей Константинов
- Хромой кузнец (2001)

### Трилъри

#### Серия „Кудеяр“ (Кудеяр) – сФеликс Разумовски
1. Кудеяр. Аленький цветочек (2001)
2. Кудеяр. Вавилонская башня (2006)

#### Серия „Грешка-2012“ (Ошибка-2012) – с Феликс Разумовски
1. Игра нипочем (2008)
2. Джокер (2009)
3. Новая игра (2010)
4. Мизер вчерную (2011)

#### Участие в общи серии с други писатели

##### Серия „Скунс“ (Скунс)
- Те же и Скунс (1997) – с Е. Милковой и Валерий Воскобойников
- Те же и Скунс – 2 (1999) – с Валерий Воскобойников и Феликс Разумовски
- Заказ (1999) – с К. Кулчицки

от серията има още 11 романа от различни автори

### Документалистика
- Мы, славяне! (1997) – популярна историческа енциклопедия